# محرك الانقسام الاختزالي
محرك الانقسام الاختزالي هو نوع من الإنتئين (الصّراع داخل الجينوم)، حيث سيُؤثر موقع واحد أو أكثر داخل الجينوم على التّلاعب بالعملية الانتصافيّة بطريقة تفضل انتقال واحد أو أكثر من الآليلات على الآخر، بغض النّظر عن تعبير النمط الظاهري. وببساطة أكثر، يحدث محرك الانقسام الاختزالي عندما تُنقل نسخة واحدة من الجين إلى النسل بنسبة أكثر من 50%. وفقًا ل Buckler et al. فإن محرك الانقسام الاختزالي هو "تخريب الانقسام الاختزالي بحيث تنتقل جينات معينة بشكل تفضيلي إلى النسل، ويتسبب محرك الانقسام الاختزالي عمومًا في الفصل التّفضيلي للمناطق الصّغيرة من الجينوم".

## محرك الانقسام الاختزالي في النباتات
جاء التقرير الأول عن محرك الانقسام الاختزالي من ماركوس رودس الذي لاحظ في عام 1942 انتهاكًا لِنِسَب الفَصل المندلية للموضع R، وهو جين يتحكم في إنتاج الصَّبغ الأُرجواني (الأنثوسيانين) في حبات الذرة، وفي خط جينات الذّرة يُحمل كروموسوم 10 غير طبيعي (Ab10) على هذا الجين. يختلف (Ab10) عن الكروموسوم 10 الطبيعي بوجود منطقة مُغايرة اللون مكونة من 150 زوجًا من الأزواج تسمى "مقبض"، والتّي تعمل كمركز مركزي أثناء الانقسام (ومن ثم تُسمى " قُسيمات مركزية جديدة") وتتحرك إلى أقطاب المِغزل بشكل أسرع من السِّنترومير خلال الانقسام الاختزالي الأَول والثاني. واكتُشفت آلية ذلك فيما بعد لتَشمل نشاط جين كينسين -14 ويسمى kindr. بروتين Kindr هو محرك وظيفي موجه بطرف ناقص، ويعرض حركة موجهة بطرف سالب أسرع من كينسين -14 الذّاتية، مثل: Kin11. نتيجة لذلك، يتفوق Kindr على الكينيسينات الذّاتية، حيث يسحب مقابض 150bp إلى القطبين بشكل أسرع من السنترومير ويتسبب في توريث Ab10 بشكل تفضيلي أثناء الانقسام الاختزالي.

## محرك الانقسام الاختزالي في الحيوانات
لوحظ التوريث غير المتكافئ للجاميتات منذ خمسينيات القرن الماضي، على النّقيض من قانون جريجور مندل الأول والثاني (قانون انعزال الصفات وقانون الّوزيع الحر)، والّتي تَنص على وجود فرصة عشوائية لكل أليل يُنقل إلى النسل. عُثِرَعلى أمثلة لجينات المُحرك الأنانية في الحيوانات بشكل أساسي في القوارض والذّباب. يُمكن أَن تلعب أنظمة الدّفع هذه أدوارًا مهمة في عملية الانتواع. على سبيل المثال: الاقتراح القائل بأنَّ العُقم الهَجين (قاعدة هالدين) قد ينشأ من التّطور المُتباين لمحركات الكروموسومات الجنسية ومثبطاتها.

### محرك الانقسام الاختزالي في الفئران
وَصَفَت الملاحظات المبكرة للأنماط الفرديّة للفأر بواسطة ماري ليون العديد من المواقع الجينية على كروموسوم 17 التّي تثبط نسبة تشوه الجّنس في الكروموسوم X. إذا تُرك السائق دون رادع، فقد يؤدي ذلك إلى انقراض السّكان لأن السّكان سيكونون في مَأزق مع السّائق (مثل كروموسوم X الأناني)، وإزالة الكروموسوم Y (وبالتالي إزالة الذّكور) من السكان. إِن الفكرة القائلة بأن محركات الانقسام الاختزالي ومثبطاتها قد تتحكم في الانتواع مدعومة بالملاحظات التي تفيد بأن كروموسومات الفأر Y التّي تفتقر إلى مواقع جينية معينة تنتج ذُريّة متحيزة للإناث، مما يعني أن مُثبطات التّرميز هذه هي الموضعية للقيادة. علاوة على ذلك، ينتج عن تزاوج سلالات معينة من الفئران المستخدمة في البحث نسب نسل غير متساوية، أحد الجينات المسؤولة عن تشويه نسبة الجنس في الفئران هو r2d2 (r2d2 مُستجيب لمحرك الانقسام الاختزالي 2)، والذي يتنبأ بأي سلالات من الفئران يمكن أن تتكاثر بنجاح دون تشويه نسب الجنس.

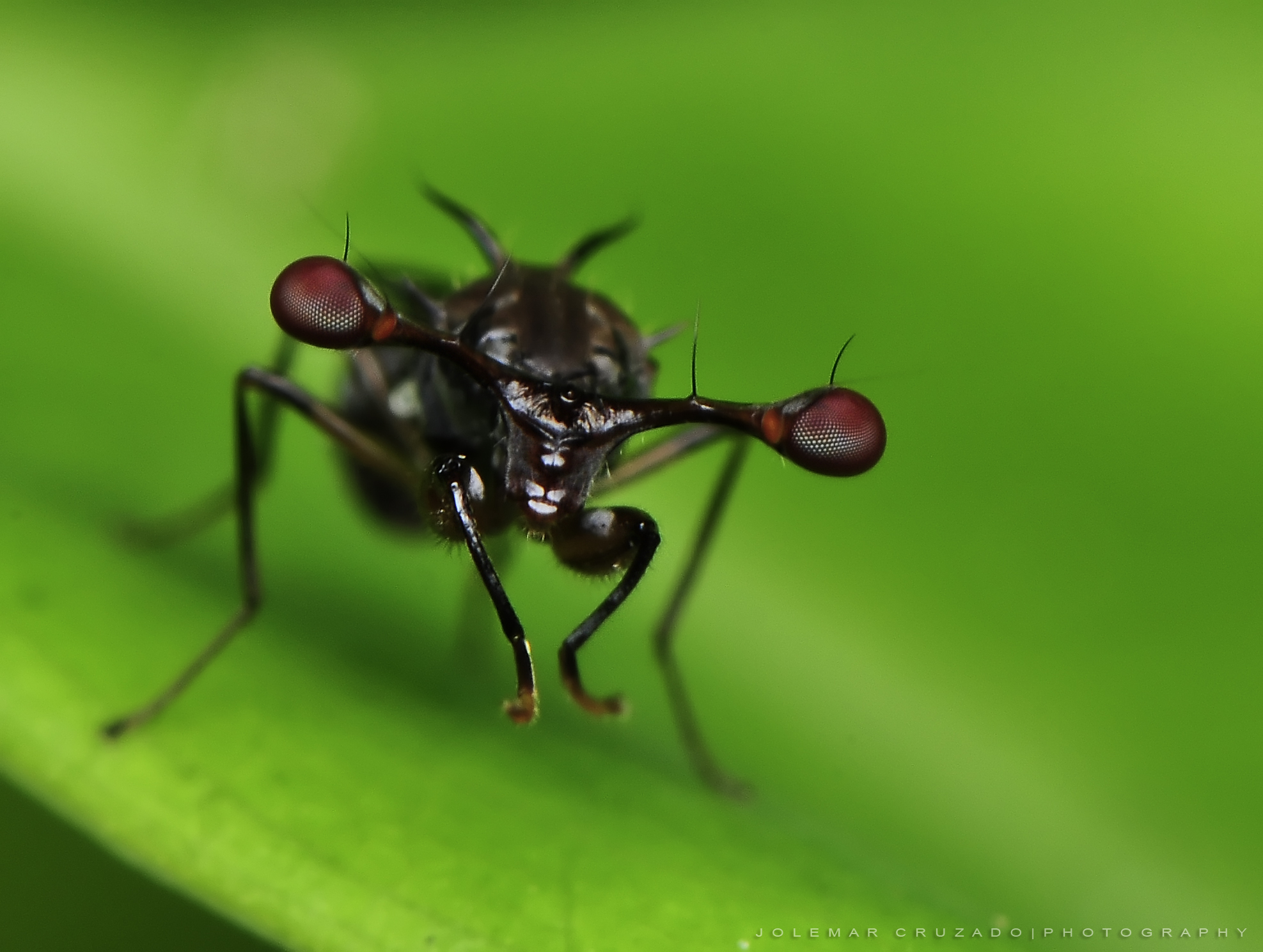
ذبابة ساق العينين

### محرك الانقسام الاختزالي في الذّباب
كان للكروموسومات الأنانية لذباب ساق العين عواقب بيئية، حيث تؤدي الكروموسومات الدافعة X إلى انخفاض في خصوبة الذّكور ونجاح التّزاوج، مما يؤدي إلى الاختيار المُعتَمد على التّردد الذّي يحافظ على كل من الأليلات الدافعة والأليلات من النّوع البري.
من المعروف أن أنواعًا متعددة من ذبابة الفاكهة تحتوي على كروموسومات X دافعة، والتّي عُثِرَ على أفضل توصيف لها في ذبابة سيمولانس. وتعرف كروموسومات X الدّافعة في هذه الذّبابة بباريس ودورهام ووينترز. في باريس، يقوم الجين الدّافع بتشفير بروتين نمذجة الحمض النووي ("بروتين كروماتين متغاير 1 D2" أو HP1D2)، حيث يفشل أليل نسخة القيادة في تحضير كروموسوم Y الذكري للانقسام الاختزالي. في وينترز،حُدَدَّ الجين المسؤول ("Distorter on the X" أو Dox)، على الرغم من أَنّ الآلية التي يعمل بها لا تزال غير معروفة. أَدى الضّغط الانتقائي القّوي الذّي تفرضه هذه الكروموسومات الدافعة X إلى ظهور مثبطات الدافع، والتّي تُعرف جيناتها إلى حد ما بباريس ودورهام ووينترز. تقوم هذه المثبطات بتشفير RNAs التي تتطابق مع تسلسل جينات المحرك (مثل: Dox)، مما يُؤدي إِلى إِضعاف تسلسل Dox. تعرف المثبطات التلقائية للمحرك في ذبابة الخل وذبابة الفاكهة وذبابة القيضاويات مما يؤكد على أهمية أنظمة المحرك هذه في التجمعات الطبيعية.